# Kolleg für Technologien und Design Vilnius

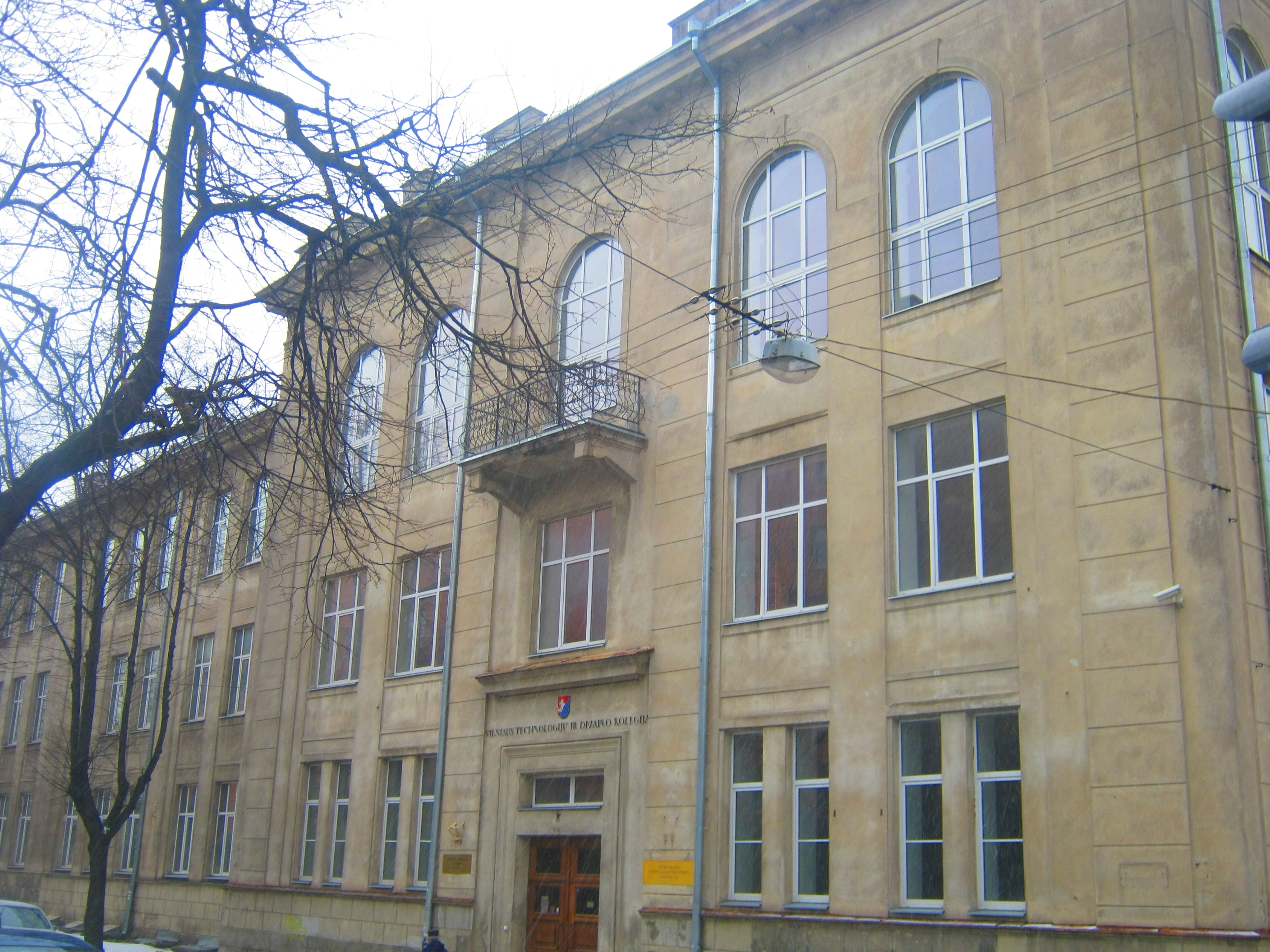

Das Kolleg für Technologien und Design Vilnius (lit. Vilniaus technologijų ir dizaino kolegija, VTDK) war eine staatliche Hochschule in der litauischen Hauptstadt Vilnius. Das Kolleg befand sich im Stadtteil Antakalnis und hat vier Fakultäten. Es gab 19 Studiengänge. Im Kolleg arbeiteten 215 Hochschullehrer, davon elf Dozenten, 193 Lektoren und elf Assistenten; 22 hatten den Doktorgrad.

## Geschichte
1922 gründete der Verein Vilniaus technikos draugija eine Technische Schule am Žygimantas-Augustas-Gymnasium. 1939 wurde sie zum Technikum und 1947 zum Polytechnikum. Die heutige Hochschule entstand am 23. Juli 2008 aus zwei Hochschulen (Kolleg für Technik Vilnius und Kolleg für Bauwesen und Design Vilnius). Ab dem 1. September 2008 war sie Vilniaus technologijų ir dizaino kolegija. 2010 gab es 3.327 Studenten und 400 Mitarbeiter. 2013 wurden 1.280 Studenten aufgenommen.
Am 4. Juli 2024 wurde das Kolleg aus dem Register ausgetragen. Die Abteilungen gehören dem Kolleg Vilnius. 

## Struktur
- Fakultät für Design

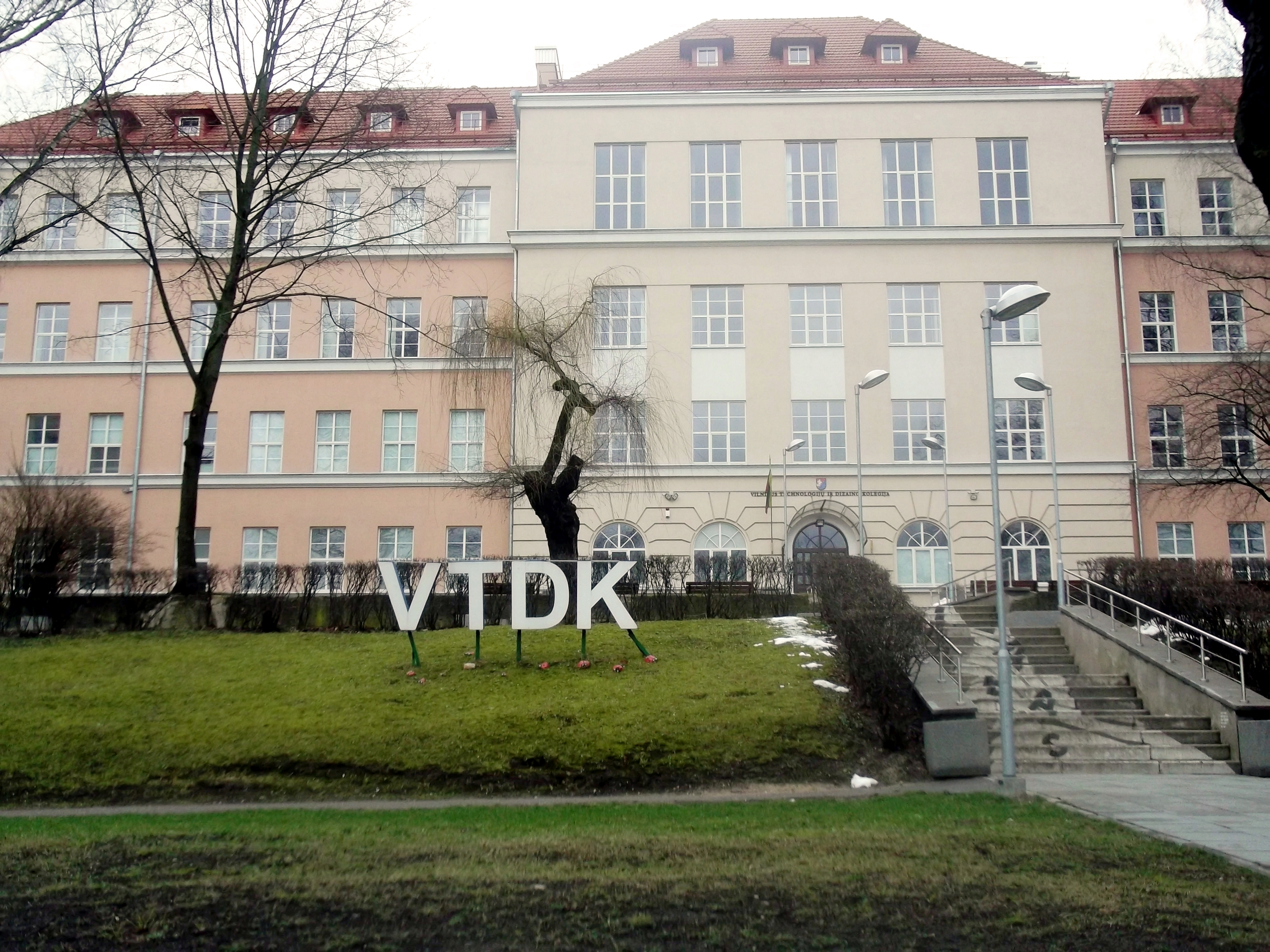

- Petras-Vileišis-Fakultät  für Eisenbahntransport
- Technische Fakultät
- Fakultät für Bauwesen